# Le Quesnel-Aubry
Le Quesnel-Aubry – miejscowość i gmina we Francji, w regionie Hauts-de-France, w departamencie Oise.
Według danych na rok 1990 gminę zamieszkiwały 122 osoby, a gęstość zaludnienia wynosiła 26 osób/km² (wśród 2293 gmin Pikardii Le Quesnel-Aubry plasuje się na 875. miejscu pod względem liczby ludności, natomiast pod względem powierzchni na miejscu 905.).